# کالج کوهستانی کلرادو
کالج کوهستانی کلرادو (CMC) یک کالج عمومی عمومی با پردیس‌های متعدد در غرب کلرادو است. این مؤسسه که در سال ۱۹۶۵ تأسیس شد، مدارک کاردانی متعدد، هفت مدرک لیسانس و انواع گواهینامه‌های فنی حرفه ای را ارائه می‌دهد. تقریباً ۲۰۰۰۰ دانش آموز هر ساله در کلاس‌های دانشگاهی یا آنلاین شرکت می‌کنند.
منطقه کالج کوهستانی کلرادو شامل شش شهرستان در قلب کوه‌های راکی کلرادو است: ایگل، گراند، جکسون، لیک، گارفیلد، پیتکین، سامیت و روت. منطقه خدماتی تعیین شده توسط ایالت شامل: شهرستان گرند، شهرستان جکسون و شهرستان چافی است.